# Свой/Чужой
«Свой/Чужой» — шестнадцатый альбом российской рок-группы «Чайф», выпущенный 1 апреля 2009 года как «виртуальный интернет-альбом» (треки были размещены на официальном сайте группы). Альбом содержит кавер-версии, записанные группой за последние девять лет. В числе прочих в альбоме представлены версии песен групп «Секрет» («Беспечный ездок»), «Наутилус Помпилиус» («Рвать ткань»), «Пикник» («Великан»), «Мумий Тролль» («Так надо»), «Агата Кристи» («Моряк»), а также Владимира Высоцкого («Письмо»), Муслима Магомаева («Королева красоты») и др.

## Список композиций
| №   | Название                   | Текст песни       | Музыка             | Длительность |
| --- | -------------------------- | ----------------- | ------------------ | ------------ |
| 1.  | «Беспечный ездок»          | Максим Леонидов   | Николай Фоменко    | 4:38         |
| 2.  | «Делай больше денег»       | Юрий Богатенков   | Юрий Богатенков    | 3:35         |
| 3.  | «Мы странно встретились»   | Борис Тимофеев    | Борис Прозоровский | 2:48         |
| 4.  | «Достучаться до небес»     | Владимир Шахрин   | Би-2               | 5:28         |
| 5.  | «Письмо»                   | Владимир Высоцкий | Владимир Высоцкий  | 3:06         |
| 6.  | «Утро в деревне»           | Мотор-Роллер      | Мотор-Роллер       | 6:38         |
| 7.  | «Королева красоты»         | Анатолий Горохов  | Арно Бабаджанян    | 2:40         |
| 8.  | «Ночь нежна»               | Евгений Горенбург | Евгений Горенбург  | 5:00         |
| 9.  | «Рвать ткань»              | Илья Кормильцев   | Вячеслав Бутусов   | 3:55         |
| 10. | «Великан»                  | Эдмунд Шклярский  | Эдмунд Шклярский   | 4:21         |
| 11. | «Так надо»                 | Илья Лагутенко    | Илья Лагутенко     | 4:44         |
| 12. | «Моряк»                    | Глеб Самойлов     | Александр Козлов   | 3:58         |
| 13. | «Но я вас всё-таки люблю!» | Николай Ленский   | автор неизвестен   | 1:54         |
| 14. | «Ждали»                    | Юта               | Юта                | 3:25         |
| 15. | «Нахреноза»                | Вадим Кукушкин    | Владимир Шахрин    | 2:07         |

## Участники записи
- Владимир Шахрин — гитара, вокал, бэк-вокал
- Владимир Бегунов — гитара, бэк-вокал
- Валерий Северин — барабаны, перкуссия, бэк-вокал
- Вячеслав Двинин — бас-гитара, перкуссия, бэк-вокал.